# Wartenberg (Bavière)
Pour les articles homonymes, voir Wartenberg.
Wartenberg est une commune de Bavière (Allemagne), située dans l'arrondissement d'Erding, dans le district de Haute-Bavière.
Après l'incendie du château de Wartenberg à la fin du XIIe siècle, le duc Louis Ier de Bavière a déménagé sa résidence au Château de Trausnitz, nouvellement construit à Landshut, en 1204. 